# Rollerski-Weltcup 2018
Der Rollerski-Weltcup 2018 begann am 13. Juli 2018 im schwedischen Torsby und endete am 16. September 2018 im Ziano di Fiemme. Die Gesamtwertung der Männer gewann wie im Vorjahr der Schwede Robin Norum. Bei der Gesamtwertung der Frauen wurde wie im Vorjahr die Slowakin Alena Procházková Erste.

## Männer

### Resultate
| 1. Weltcup in Torsby, 13. bis 15. Juli 2018 (Mini-Tour; halbe Punkte für die Etappen) | 1. Weltcup in Torsby, 13. bis 15. Juli 2018 (Mini-Tour; halbe Punkte für die Etappen) | 1. Weltcup in Torsby, 13. bis 15. Juli 2018 (Mini-Tour; halbe Punkte für die Etappen) | 1. Weltcup in Torsby, 13. bis 15. Juli 2018 (Mini-Tour; halbe Punkte für die Etappen) | 1. Weltcup in Torsby, 13. bis 15. Juli 2018 (Mini-Tour; halbe Punkte für die Etappen) |
| ------------------------------------------------------------------------------------- | ------------------------------------------------------------------------------------- | ------------------------------------------------------------------------------------- | ------------------------------------------------------------------------------------- | ------------------------------------------------------------------------------------- |
| Datum                                                                                 | Disziplin                                                                             | Erster Platz                                                                          | Zweiter Platz                                                                         | Dritter Platz                                                                         |
| 13. Juli 2018                                                                         | 1,5 km Freistil                                                                       | Erik Silfver                                                                          | Pontus Hermansson                                                                     | Baptiste Noel                                                                         |
| 14. Juli 2018                                                                         | 7 km Freistil Massenstart                                                             | Robin Norum                                                                           | Pontus Hermansson                                                                     | Matteo Tanel                                                                          |
| 15. Juli 2018                                                                         | 7 km klassisch Verfolgung                                                             | Tom Fahlen                                                                            | Viktor Thorn                                                                          | Marcus Ruus                                                                           |
| Gesamtwertung (doppelte Punkte)                                                       | Gesamtwertung (doppelte Punkte)                                                       | Robin Norum                                                                           | Pontus Hermansson                                                                     | Viktor Thorn                                                                          |

| 2. Weltcup in Madona, 20. bis 22. Juli 2018 | 2. Weltcup in Madona, 20. bis 22. Juli 2018 | 2. Weltcup in Madona, 20. bis 22. Juli 2018 | 2. Weltcup in Madona, 20. bis 22. Juli 2018 | 2. Weltcup in Madona, 20. bis 22. Juli 2018 |
| ------------------------------------------- | ------------------------------------------- | ------------------------------------------- | ------------------------------------------- | ------------------------------------------- |
| Datum                                       | Disziplin                                   | Erster Platz                                | Zweiter Platz                               | Dritter Platz                               |
| 20. Juli 2018                               | Sprint Freistil                             | Emanuele Becchis                            | Alessio Berlanda                            | Ludvig Søgnen Jensen                        |
| 21. Juli 2018                               | 20 km Freistil Massenstart                  | Victor Gustafsson                           | Francesco Becchis                           | Erik Silfver                                |
| 22. Juli 2018                               | 10 km klassisch                             | Robin Norum                                 | Victor Gustafsson                           | Oleksij Krassowskyj                         |

| 3. Weltcup in Chanty-Mansijsk, 31. August bis 2. September 2018 | 3. Weltcup in Chanty-Mansijsk, 31. August bis 2. September 2018 | 3. Weltcup in Chanty-Mansijsk, 31. August bis 2. September 2018 | 3. Weltcup in Chanty-Mansijsk, 31. August bis 2. September 2018 | 3. Weltcup in Chanty-Mansijsk, 31. August bis 2. September 2018 |
| --------------------------------------------------------------- | --------------------------------------------------------------- | --------------------------------------------------------------- | --------------------------------------------------------------- | --------------------------------------------------------------- |
| Datum                                                           | Disziplin                                                       | Erster Platz                                                    | Zweiter Platz                                                   | Dritter Platz                                                   |
| 31. August 2018                                                 | 16 km Freistil                                                  | Victor Gustafsson                                               | Robin Norum                                                     | Anton Shatagin                                                  |
| 1. September 2018                                               | Sprint Freistil                                                 | Dmitriy Voronin                                                 | Emanuele Becchis                                                | Anton Yuriev                                                    |
| 2. September 2018                                               | 20 km Freistil Massenstart                                      | Ilia Bezgin                                                     | Francesco Becchis                                               | Iwan Anissimow                                                  |

| 4. Weltcup in Monte Bondone und Ziano di Fiemme, 13. bis 16. September 2018 (Mini-Tour; halbe Punkte für die Etappen) | 4. Weltcup in Monte Bondone und Ziano di Fiemme, 13. bis 16. September 2018 (Mini-Tour; halbe Punkte für die Etappen) | 4. Weltcup in Monte Bondone und Ziano di Fiemme, 13. bis 16. September 2018 (Mini-Tour; halbe Punkte für die Etappen) | 4. Weltcup in Monte Bondone und Ziano di Fiemme, 13. bis 16. September 2018 (Mini-Tour; halbe Punkte für die Etappen) | 4. Weltcup in Monte Bondone und Ziano di Fiemme, 13. bis 16. September 2018 (Mini-Tour; halbe Punkte für die Etappen) |
| --- | --- | --- | --- | --- |
| Datum | Disziplin | Erster Platz | Zweiter Platz | Dritter Platz |
| 13. September 2018 | 5 km klassisch | Paul Constantin Pepene                                                                                                | Matteo Tanel | Petrică Hogiu |
| 14. September 2018 | Sprint Freistil | Emanuele Becchis | Alessio Berlanda | Jostein Olafsen |
| 15. September 2018 | 15 km Freistil Massenstart                                                                                            | Matteo Tanel | Ján Koristek | Jewgeni Dementjew |
| 16. September 2018 | 20 km klassisch Verfolgung                                                                                            | Jewgeni Dementjew | Robin Norum | Victor Gustafsson |
| Gesamtwertung (doppelte Punkte)                                                                                       | Gesamtwertung (doppelte Punkte)                                                                                       | Jewgeni Dementjew | Robin Norum | Victor Gustafsson |

### Gesamtwertung Männer
| Rang | Name                   | Punkte |
| ---- | ---------------------- | ------ |
| 001. | Robin Norum            | 904    |
| 02.  | Victor Gustafsson      | 806    |
| 03.  | Jewgeni Dementjew      | 556    |
| 04.  | Matteo Tanel           | 498    |
| 05.  | Alfred Buskqvist       | 473    |
| 06.  | Emanuele Becchis       | 440    |
| 07.  | Francesco Becchis      | 423    |
| 08.  | Erik Silfver           | 404    |
| 09.  | Jan Koristik           | 286    |
| 10.  | Pontus Hermansson      | 284    |
| 11.  | Dmitriy Goeroshnikov   | 260    |
| 12.  | Ilia Bezgin            | 252    |
| 13.  | Gustav Nordström       | 239    |
| 14.  | Alessio Berlanda       | 209    |
| 15.  | Viktor Thorn           | 205    |
| 16.  | Oleksij Krassowskyj    | 200    |
| 17.  | Paul Constantin Pepene | 190    |

| Rang | Name              | Punkte |
| ---- | ----------------- | ------ |
| 18.  | Jostein Olafsen   | 188    |
| 19.  | Anton Lindblad    | 181    |
| 20.  | Tom Fahlen        | 171    |
| 21.  | Evgeniy Tsepkov   | 166    |
| 22.  | Marcus Ruus       | 159    |
| 23.  | Michael Galassi   | 157    |
| 24.  | Anton Schatagin   | 155    |
| 25.  | Kristian Ankersen | 154    |
| 26.  | Luca Curti        | 151    |
| 27.  | Gabriel Strid     | 130    |
| 28.  | Iwan Anissimow    | 126    |
| 28.  | Ruslan Perechoda  | 126    |
| 30.  | Raul Mihai Popa   | 119    |
| 31.  | Anton Persson     | 111    |
| 32.  | Dmitriy Voronin   | 100    |
| 33.  | Johannes Eklöf    | 99     |
| 34.  | Oscar Persson     | 98     |

| Rang | Name                     | Punkte |
| ---- | ------------------------ | ------ |
| 35.  | Ludvig Søgnen Jensen     | 97     |
| 36.  | Petrică Hogiu            | 93     |
| 37.  | Mathias Aas Rolid        | 88     |
| 38.  | Anton Gafarow            | 84     |
| 39.  | Oleksandr Mukshyn        | 82     |
| 40.  | Eirik Asdöl              | 71     |
| 40.  | Jacobo Giardina          | 71     |
| 40.  | Andrij Orlyk             | 71     |
| 40.  | Anton Yuriev             | 71     |
| 44.  | Ragnar Bragvin Andresen  | 70     |
| 44.  | Andreas Svensson         | 70     |
| 46.  | Mads Hannibal Berthelsen | 67     |
| 46.  | Gabriel Thorn            | 67     |
| 48.  | Federico Scanzi          | 61     |
| 49.  | Sigurd Braathen Reigstad | 59     |
| 50.  | Marcus Fredriksson       | 57     |

## Frauen

### Resultate
| 1. Weltcup in Torsby, 13. bis 15. Juli 2018 (Mini-Tour; halbe Punkte für die Etappen) | 1. Weltcup in Torsby, 13. bis 15. Juli 2018 (Mini-Tour; halbe Punkte für die Etappen) | 1. Weltcup in Torsby, 13. bis 15. Juli 2018 (Mini-Tour; halbe Punkte für die Etappen) | 1. Weltcup in Torsby, 13. bis 15. Juli 2018 (Mini-Tour; halbe Punkte für die Etappen) | 1. Weltcup in Torsby, 13. bis 15. Juli 2018 (Mini-Tour; halbe Punkte für die Etappen) |
| ------------------------------------------------------------------------------------- | ------------------------------------------------------------------------------------- | ------------------------------------------------------------------------------------- | ------------------------------------------------------------------------------------- | ------------------------------------------------------------------------------------- |
| Datum                                                                                 | Disziplin                                                                             | Erster Platz                                                                          | Zweiter Platz                                                                         | Dritter Platz                                                                         |
| 13. Juli 2018                                                                         | 1,5 km Freistil                                                                       | Linn Sömskar                                                                          | Jackline Lockner                                                                      | Sandra Schützová                                                                      |
| 14. Juli 2018                                                                         | 7 km Freistil Massenstart                                                             | Linn Sömskar                                                                          | Johanna Skottheim                                                                     | Sandra Olsson                                                                         |
| 15. Juli 2018                                                                         | 7 km klassisch Verfolgung                                                             | Linn Sömskar                                                                          | Sandra Olsson                                                                         | Alena Procházková                                                                     |
| Gesamtwertung (doppelte Punkte)                                                       | Gesamtwertung (doppelte Punkte)                                                       | Linn Sömskar                                                                          | Sandra Olsson                                                                         | Alena Procházková                                                                     |

| 2. Weltcup in Madona, 20. bis 22. Juli 2018 | 2. Weltcup in Madona, 20. bis 22. Juli 2018 | 2. Weltcup in Madona, 20. bis 22. Juli 2018 | 2. Weltcup in Madona, 20. bis 22. Juli 2018 | 2. Weltcup in Madona, 20. bis 22. Juli 2018 |
| ------------------------------------------- | ------------------------------------------- | ------------------------------------------- | ------------------------------------------- | ------------------------------------------- |
| Datum                                       | Disziplin                                   | Erster Platz                                | Zweiter Platz                               | Dritter Platz                               |
| 20. Juli 2018                               | Sprint Freistil                             | Lisa Bolzan                                 | Jackline Lockner                            | Alena Procházková                           |
| 21. Juli 2018                               | 15 km Freistil Massenstart                  | Alena Procházková                           | Sandra Schützová                            | Jackline Lockner                            |
| 22. Juli 2018                               | 7,5 km klassisch                            | Alena Procházková                           | Sandra Schützová                            | Julia Angelsiöö                             |

| 3. Weltcup in Chanty-Mansijsk, 31. August bis 2. September 2018 | 3. Weltcup in Chanty-Mansijsk, 31. August bis 2. September 2018 | 3. Weltcup in Chanty-Mansijsk, 31. August bis 2. September 2018 | 3. Weltcup in Chanty-Mansijsk, 31. August bis 2. September 2018 | 3. Weltcup in Chanty-Mansijsk, 31. August bis 2. September 2018 |
| --------------------------------------------------------------- | --------------------------------------------------------------- | --------------------------------------------------------------- | --------------------------------------------------------------- | --------------------------------------------------------------- |
| Datum                                                           | Disziplin                                                       | Erster Platz                                                    | Zweiter Platz                                                   | Dritter Platz                                                   |
| 31. August 2018                                                 | 12 km Freistil                                                  | Swetlana Nikolajewa                                             | Sandra Schützová                                                | Olga Michailowa                                                 |
| 1. September 2018                                               | Sprint Freistil                                                 | Olga Letutschewa                                                | Lisa Bolzan                                                     | Alena Procházková                                               |
| 2. September 2018                                               | 15 km Freistil Massenstart                                      | Uljana Gawrilowa                                                | Alena Procházková                                               | Olga Letutschewa                                                |

| 4. Weltcup in Monte Bondone und Ziano di Fiemme, 13. bis 16. September 2018 (Mini-Tour; halbe Punkte für die Etappen) | 4. Weltcup in Monte Bondone und Ziano di Fiemme, 13. bis 16. September 2018 (Mini-Tour; halbe Punkte für die Etappen) | 4. Weltcup in Monte Bondone und Ziano di Fiemme, 13. bis 16. September 2018 (Mini-Tour; halbe Punkte für die Etappen) | 4. Weltcup in Monte Bondone und Ziano di Fiemme, 13. bis 16. September 2018 (Mini-Tour; halbe Punkte für die Etappen) | 4. Weltcup in Monte Bondone und Ziano di Fiemme, 13. bis 16. September 2018 (Mini-Tour; halbe Punkte für die Etappen) |
| --- | --- | --- | --- | --- |
| Datum | Disziplin | Erster Platz | Zweiter Platz | Dritter Platz |
| 13. September 2018 | 2,5 km klassisch | Francesca Baudin | Lada Nesterenko | Sandra Schützová |
| 14. September 2018 | Sprint Freistil | Alena Procházková | Lisa Bolzan | Jackline Lockner |
| 15. September 2018 | 10 km Freistil Massenstart                                                                                            | Lisa Bolzan | Alena Procházková | Sandra Schützová |
| 16. September 2018 | 10 km klassisch Verfolgung                                                                                            | Alena Procházková | Julia Angelsiöö | Sandra Schützová |
| Gesamtwertung (doppelte Punkte)                                                                                       | Gesamtwertung (doppelte Punkte)                                                                                       | Alena Procházková | Sandra Schützová | Julia Angelsiöö |

### Gesamtwertung Frauen
| Rang | Name               | Punkte |
| ---- | ------------------ | ------ |
| 001. | Alena Procházková  | 1070   |
| 02.  | Sandra Schützová   | 776    |
| 03.  | Jackline Lockner   | 664    |
| 04.  | Julia Angelsiöö    | 640    |
| 05.  | Lisa Bolzan        | 638    |
| 06.  | Olga Letutschewa   | 470    |
| 07.  | Varvara Prokhorova | 395    |
| 08.  | Anna Bolzan        | 368    |
| 09.  | Linn Sömskar       | 350    |
| 10.  | Kitija Auziņa      | 333    |

| Rang | Name                 | Punkte |
| ---- | -------------------- | ------ |
| 11.  | Swetlana Hwostunkowa | 302    |
| 12.  | Sandra Olsson        | 289    |
| 13.  | Ksenia Konohova      | 258    |
| 14.  | Julija Krol          | 248    |
| 15.  | Elena Ektova         | 228    |
| 16.  | Lada Nesterenko      | 222    |
| 17.  | Johanna Skottheim    | 220    |
| 18.  | Uljana Gawrilowa     | 196    |
| 19.  | Swetlana Nikolajewa  | 177    |
| 20.  | Maryia Nedyukhina    | 165    |

| Rang | Name                 | Punkte |
| ---- | -------------------- | ------ |
| 21.  | Ulrika Axelsson      | 157    |
| 22.  | Maria Jonasson       | 152    |
| 23.  | Malin Börjesjö       | 138    |
| 24.  | Julia Richter        | 134    |
| 24.  | Tina Willert         | 134    |
| 26.  | Evegenia Marchenkova | 133    |
| 27.  | Olga Michailowa      | 127    |
| 28.  | Barbora Klementová   | 124    |
| 29.  | Filippa Lindman      | 118    |
| 30.  | Tetjana Antypenko    | 96     |